# Kisemőke
Kisemőke egykor önálló település, ma Nyitra része.

## Fekvése
Nyitra délkeleti része, Tormos, Alsóköröskény, Malánta és Nagyemőke között.

## Nevének eredete
Magyar neve Emőke szláv személynévi eredetű lehet.

## Története
Az egykori település területén bronzkori megtelepedés nyomait is feltárták. Ugyanitt az R1-es gyorsforgalmi út építésekor kora középkori település is előkerült.
A zobori apátság birtokai a 15. század végén a nyitrai püspökség birtokába jutottak, ezen a területen jött létre Kisemőke.
A 16. század végén valószínűleg a török elpusztította, de a 17. század elején újranépesítették. 1626-ban Telegdy János urbáriuma alapján 11 jobbágyportája és 3 zsellérháza volt. Összesen 13 negyed gazdaudvara volt, melyet 4 egész portából alakítottak ki. Szent György és Szent Mihály napján fizették földesúri adóikat, összesen évi 20 aranyat és természetbeni járandóságaikat is a nyitrai várba. Fél évi bormérési joguk is volt. A püspökségnek nagyobb legelője is volt itt. E 4 egész porta még 1691-ben is létezett. Ekkor kocsmát is tartottak. A Rákóczi-szabadságharcban a település elpusztult és a továbbiakban mint Tormos majorsága fejlődött. 1711-től a zobordarázsi officiolátus megszűnte után a nyitrai uradalomhoz tartozott.
1736-ban lakatlan volt. Határát még 1792-ben is a tormosiak művelték. Első ismert kataszteri felmérése 1798-ból származik. A legelőből 100 pozsonyi mérőt alsóbodoki lakosok béreltek 100 arany éves árendáért.
A 19. században a svájci Aitner család élt itt és marhákat tartottak. A püspökségtől ellátást kaptak, cserébe különféle terményeket szolgáltattak a püspökségnek.